# Нова критика
Нова критика је приступ тумачењу и подучавању књижевности који је формулисан у Сједињеним Државама и Енглеској у 1930. и 1940-им годинама. Новокритичари наглашавају формалну структуру књижевних дела, изолујући рад од ауторске личности и друштвених утицаја. Нова критика покушала је да одреди законе за читање и тумачење текстова.
Критичари су желели  да целу активност учине систематичнијом, чак и научном. У процесу сопственог настанка, нова критика је учинила књижевну анализу демократичнијом.  Она је развијена као реакција на старије филолошке и књижевне  школе Северне Америке, које су, под утицајем њемачког учења деветнаестог века, фокусиране на историју и значење индивидуалних речи и њихов међусобни однос, упоредне изворе, и биографске околности аутора. Новокритичари су сматрали да ови приступи имају тенденцију да одвраћају пажњу од текста и значаја песме, самим тим да  потпуно занемарују његове естетске квалитете у корист учења о спољним  факторима.

## Књижевна критика
Књижевна критика је једна од три дисциплине које изучава наука о књижевности, поред историје и теорије књижевности, тј. поетике. Она представља вид проучавања књижевног дела, али и књижевности уопште. Њен задатак је да прати живот књижевности, обавештава читаоце о новим делима, оцењује и вреднује како њих, тако и само пишчево стваралаштво.У научну критику спадају расправе, студије и монографије. Она је веома развијена и богата дисциплина која обезбеђује грађу за књижевно-теоријска уопштавања и израду књижевно-историјских синтеза. У изучавању књижевног дела ова критика примењује два основна поступка : спољашњи и унутрашњи. Први вреднује и оцењује дело на основу чињеница које се налазе изван њега:  у друштву,  историји, пишчевом животу или перцепцији читаоца. Унутрашњи приступ се интересује искључиво за књижевно дело, његову структуру и уметничке вредности.

### Књижевна критика у 20. веку
Већина питања о којима се расправљају у критици 20. века чини се строго емпиријским, чак и техничким. На који начин се може створити најпрецизније и потпуно знање о књижевном раду? Да ли треба 
проучити његов друштвени и биографски контекст или само дело,  дакле  речи у њему? Да ли се ауторове мисли и ставови треба  узети у обзир или просто занемарити?  Идеолошке групације, психолошке догме и филозофски трендови створили су полемику и анализу, а књижевни  материјали су узети као примарни подаци социолога и историчара. Сами књижевни креатори наставили су да пишу осветљиве коментаре о сопственим принципима и циљевима.

### Руски формализам
Руски формализам је методолошка оријентација у проучавању књижевности која се јавља у Русији у првој половини 20. века. Ова оријентација својим темељним задатком сматра истраживање појавних облика аутономног књижевног дела, односно форме. Руски формализам је порицао биографизам, хисторизам и социологизам у проучавању књижевности, тражећи методе које би одговарале специфичности књижевне форме, одговарајући на питање како је направљено књижевно дело, како је од аморфног материјала створена уметнички релевантна ствар, тј. књижевно дело, те су се бавили и истраживањем уметничких поступака. Да бисмо уопште могли да говоримо о Новој критици, потребно је пре свега да зађемо у њену суштину и видимо на чему је заснована. Иако се она развијала независно од руских формалиста, битно је нагласити да су ове две групе имале веома блиске ставове: њихова основна оријентација је била изучавање књижевног текста, занемарујући све остале факторе који би могли да делују на само дело. 

## Нова критика у Енглеској и Америци
Иако нови Критичари никада нису били званична група, битна инспирација за њихово залагање било је учење Ренсома  на универзитету  Вандербилт. Његови  студенти су наставили да развијају естетику која је касније постала  позната као нова критика. 
Амерички нови критичари били су инспирисани критичким есејима англоамеричког песника и критичара Т. С. Елиота. У есеју  "Света шума", посебно  у "Традицији и индивидуалном  таленту", Елиот је, за разлику од романтичара нагласио естетски интегритет песме и независност од личности песника. Ричардс је истовремено инсистирао на самоносној структури песме, за разлику од његовог упућивања на спољни свет, и такође је нагласио, као и Елиот, да је пажљиво читање текста од суштинског значаја. Почетком тридесетих година,  амерички академици као што су Клинт Брукс, Кроу Ренсом, Ален Тејт и Роберт Пен Ворен су развили теорије књижевности у којима се песма  третира као јединствена структура конфликтних значења. Због тога су двосмисленост, иронија и парадокс најпознатији квалитети  велике књижевности.
Примарна техника која се користи у новом критичком приступу је блиско аналитичко читање текста. За ове критичаре, поезија је била посебна врста дискурса, средство комуницирања осећаја и мисли који се не могу изразити ниједним другим начином изражавања. Нови критичари су дефинисали и формализовали квалитете поетских мисли и језика, користећи технику блиског читања са посебним нагласком на конотативне и асоцијативне вредности речи и на вишеструке функције фигуративног језика-симбол, метафору и слике. 
Пре него што су нови критичари ширили своја учења, студије о енглеској  књижевности биле су у потпуности засноване на  историји. Сви велики мислиоци су веровали да је за стварно добро разумевање тема одређене књиге потребно познавање историје језика на којем је написан рад, како је написано, под којим околностима, какав је био живот аутора.  Заправо, људи су правили огромну разлику између критичара и стручњака. Критичари су наводно били аматери који су само читали књижевност у слободно време и коментарисали је. Стручњаци су, са друге стране, сматрани  правим  професионалцима - професори који су познавали сваки детаљ који је утицао на настанак дела. Ове две различите групе постављају веома различита питања. Нови критичари су желели да створе нов систем за критику књижевности, те су тежили да дају одговоре на питања обе горепоменуте групе.

## Важни текстови
- Richards' books Principles of Literary Criticism and Practical Criticism
- William Empson's book Seven Types of Ambiguity
- T.S. Eliot's essays "Tradition and the Individual Talent" and "Hamlet and His Problems"
- Ransom's essays "Criticism, Inc" and "The Ontological Critic"
- Tate's essay "Miss Emily and the Bibliographer"
- Wimsatt and Beardsley's essays "The Intentional Fallacy" and " The Affective Fallacy"
- Brooks' book The Well Wrought Urn: Studies in the Structure of Poetry
- Warren's essay "Pure and Impure Poetry"
- Wellek and Warren's book Theory of Literature